# Jetis (Kota Blora)
Jetis is een bestuurslaag in het regentschap Blora van de provincie Midden-Java, Indonesië. Jetis telt 2897 inwoners (volkstelling 2010).